# Rodrigo García
Rodrigo García Barcha (Bogotà, 24 agosto 1959) è un regista, sceneggiatore, direttore della fotografia e produttore cinematografico colombiano, che lavora in campo televisivo e cinematografico.

## Biografia
Figlio maggiore di Mercedes Barcha Pardo e del celebre scrittore Gabriel García Márquez, Premio Nobel per la letteratura nel 1982, Rodrigo Garcìa nacque a Bogotà, in Colombia. Grazie a suo padre, Garcìa crebbe sotto l'influenza di personaggi come Carlos Fuentes, Julio Cortázar, Pablo Neruda e Luis Buñuel. Prima di dedicarsi alla fotografia studiò storia medievale alla Harvard University e solo in seguito presso l'American Film Institute.

## Carriera
Garcìa iniziò lavorando come operatore di ripresa nei film Giovani, carini e disoccupati, Il profumo del mosto selvatico, Piume di struzzo e molti altri. Inoltre lavorò come direttore della fotografia in Gia - Una donna oltre ogni limite e Four Rooms. Negli anni 2000, García Barcha debuttò nella regia cinematografica con Le cose che so di lei, che vinse il Premio Un Certain Regard al Festival di Cannes 2000 e Diez pequeñas historias de amor (Ten Tiny Love Stories, 2001). In seguito si dedicò alla televisione, dirigendo l'episodio La mossa migliore della quinta stagione de I Soprano e alcuni episodi delle serie televisive Carnivàle e Six Feet Under.
Nel 2005 diresse 9 vite da donna, per il quale fu candidato agli Independent Spirit Awards per la miglior regia e miglior sceneggiatura e col quale vinse il Pardo d'oro al Festival internazionale del film di Locarno. Nel 2006 diresse gli episodi pilota delle serie TV Big Love e Six Degrees - Sei gradi di separazione, e nel 2008 scrisse e produsse la serie televisiva drammatica In Treatment, basandosi su una serie israeliana di successo. Sempre nel 2008 diresse Anne Hathaway e Patrick Wilson nel thriller Passengers - Mistero ad alta quota. Dopo Le cose che so di lei e 9 vite da donna, García tornò a raccontare l'universo femminile nel film del 2009 Mother and Child.
Lavorò inoltre come operatore di macchina da presa e direttore della fotografia per diversi film indipendenti, come Paradiso perduto, Oscuri presagi, Twilight e La mia peggiore amica. Rodrigo García ha formato parte al progetto dei Tre Amici, Guillermo del Toro, Alejandro González Iñárritu e Alfonso Cuarón, per dirigere dei film in cui partecipare tutti assieme. Il primo film della lista fu Rudo y Cursi, diretto da Carlos Cuarón, fratello di Alfonso, e interpretato da Diego Luna e Gael García Bernal.
Rodrigo García ha dichiarato di voler fare una nuova versione cinematografica della sceneggiatura di Tiempo de Morir (Time to Die), scritta nel 1965 dal padre Gabriel García Márquez e già portata sullo schermo due volte da Arturo Ripstein nel 1965 e da Jorge Ali Triana nel 1985 rispettivamente. Ma quando gli è stato chiesto se avrebbe portato qualcuno dei romanzi di suo padre (Gabriel García Márquez) al cinema, ha risposto: "No, non è nei miei piani, perché non funzionerebbe. Perché? Due ragioni: in primo luogo, perché il film stesso sarebbe secondario, e anche perché io e "Gabo" abbiamo ossessioni diverse e, quindi, temi diversi".
Un suo notevole lavoro è stato Revolución, presentato a Festival di Berlino 2010: si tratta di un film composto da dieci cortometraggi diretti da prestigiosi registi latinoamericani e offre una visione critica della Rivoluzione messicana (1910-1917), di cui è stato celebrato il centenario in Messico nell'anno 2010.
Nel 2012 Garcia e Jon Avnet hanno creato WIGS, una parte del canale web di YouTube Original Channel Initiative che produce sceneggiature principalmente rivolte al pubblico femminile. Per WIGS, García ha ideato, scritto e diretto diverse serie web, in particolare Blue, con Julia Stiles, JC Gonzalez e Uriah Shelton per la quale ha vinto un IAWTV Award come miglior regista drammatico nel 2014., Nel 2012 gli è stato assegnato anche un Oscar grazie al film La singolare vita di Albert Nobbs.

## Filmografia

### Regista

#### Cinema
- Le cose che so di lei (Things You Can Tell Just by Looking at Her) (2000)
- Ten Tiny Love Stories (2001)
- 9 vite da donna (Nine Lives) (2005)
- Passengers - Mistero ad alta quota (Passengers) (2008)
- Mother and Child (2009)
- Albert Nobbs (2011)
- Gli ultimi giorni nel deserto (Last Days in the Desert) (2015)
- Quattro buone giornate (Four Good Days) (2020)
- Raymond & Ray (2022)
- Familia (2023)

#### Televisione
- Boomtown – serie TV, episodi 1x11 (2003)
- I Soprano (The Sopranos) – serie TV, episodi 5x04 (2004)
- Carnivàle – serie TV, 5 episodi (2003-2005)
- Six Feet Under – serie TV, 5 episodi (2001-2005)
- Six Degrees - Sei gradi di separazione (Six Degrees) – serie TV, episodi 1x01 (2006)
- In Treatment – serie TV, 21 episodi (2008)

### Produttore
- Cent'anni di solitudine (Cien años de soledad) – miniserie TV, 8 episodi (2024)